# إلام جاي أندرسون
إلام جاي أندرسون (بالإنجليزية: Elam J. Anderson)‏ هو مدرس أمريكي، ولد في 28 فبراير 1890 في شيكاغو في الولايات المتحدة، وتوفي في 17 أغسطس 1944.